# Alwin Boerst
Alwin Boerst (20 de outubro de 1910 - 30 de março de 1944) foi um oficial alemão que serviu na Luftwaffe durante a Segunda Guerra Mundial. Foi condecorado com a Cruz de Cavaleiro da Cruz de Ferro.

## Condecorações
| Cruz de Ferro 2ª Classe                       |
| Cruz de Ferro 1ª Classe                       |
| Espadas nº 61 postumamente 6 de abril de 1944 |